# Jean-Claude Romer
Jean-Claude Romer   (12è districte de París, 19 de gener de 1933 - 10è districte de París, 8 de maig de 2021) és un actor, periodista, crític, guionista i historiador del cinema francès .

## Biografia
A la televisió, Jean-Claude Romer va dissenyar les preguntes per a Monsieur Cinéma. El 1982 va guanyar el Premi al millor guió al XV Festival Internacional de Cinema Fantàstic i de Terror de Sitges per Litan: La Cité des spectres verts.

## Filmografia

### Actor
- 1967: Salut les copines de Jean-Pierre Bastid
- 1968: Je t'aime, je t'aime d'Alain Resnais
- 1968 : Sexyrella de Claude Mulot
- 1971: Le Seuil du vide de Jean-François Davy
- 1972: Le Viager de Pierre Tchernia
- 1974: L'Ombre d'une chance de Jean-Pierre Mocky
- 1974 : Céline et Julie vont en bateau de Jacques Rivette
- 1974 : La Gueule de l'emploi de Jacques Rouland
- 1974 : Les Week-ends maléfiques du Comte Zaroff de Michel Lemoine
- 1975: Sérieux comme le plaisir de Robert Benayoun (escena tallada durant el muntatge)
- 1975 : Les Gloutons optiques de Jean-Louis Lapasset (curtmetratge)
- 1976: L'Acrobate de Jean-Daniel Pollet (escena tallada durant el muntatge)
- 1977: Cinémania de Gérard Devillers (curtmetratge)
- 1979: Le Piège à cons de Jean-Pierre Mocky
- 1982: Litan: La Cité des spectres verts de Jean-Pierre Mocky (+ guió)
- 1982 : Y a-t-il un Français dans la salle ? de Jean-Pierre Mocky
- 1984: À mort l'arbitre de Jean-Pierre Mocky
- 1985: Elsa, Elsa de Didier Haudepin
- 1985 : Le Pactole de Jean-Pierre Mocky
- 1987: Le Miraculé de Jean-Pierre Mocky (+ guió)
- 1987 : Pourquoi les martiens sont-ils verts ? de Caroline Vié (curtmetratge)
- 1987 : Agent trouble de Jean-Pierre Mocky
- 1988: Les Saisons du plaisir de Jean-Pierre Mocky
- 1988 : Bonjour l'angoisse de Pierre Tchernia
- 1989: Divine Enfant de Jean-Pierre Mocky
- 1990: Baby Blood d'Alain Robak
- 1990 : Cinématon #1454 de Gérard Courant
- 1995: Les Cent et Une Nuits de Simon Cinéma d'Agnès Varda
- 1996: Time Demon de Richard J. Thomson
- 1996 : Le Marquis de Slime de Quélou Parente (curtmetratge)
- 2000: Le Glandeur de Jean-Pierre Mocky
- 2000 : Une rencontre de Jacques Benaroch (curtmetratge)
- 2001: La Bête de miséricorde de Jean-Pierre Mocky
- 2003: Le Furet de Jean-Pierre Mocky
- 2004: Touristes ? Oh yes ! de Jean-Pierre Mocky.

### Director de fotografia, càmera i muntador
- 1957: L'Impromptu de l'île Saint-Louis' d'Hervé Goureau
- 1958: Il ne pleut qu'en Bretagne d'Hervé Goureau

### Ajudant de direcció i fotògraf
- 1959: XYZ de Philippe Lifchitz (curtmetratge).

### Ajudant de direcció
- 1961: Chronique d'un été de Jean Rouch i Edgar Morin (documental).

### Consultant cinema
- 1995: Les Enfants de Lumière.

## Enllaçox externs
- Les gens du cinéma